# NGC 6665
NGC 6665 (другие обозначения — MCG 5-44-4, ZWG 173.10, IRAS18325+3040, PGC 62065) — спиральная галактика (Sc) в созвездии Лира.
Этот объект входит в число перечисленных в оригинальной редакции «Нового общего каталога».